# Bellinzago Novarese
Bellinzago Novarese – miejscowość i gmina we Włoszech, w regionie Piemont, w prowincji Novara.
Według danych na rok 2004 gminę zamieszkiwało 8361 osób, 214,4 os./km².